# One from the Vault
One From the Vault ist ein Livealbum der Band Grateful Dead.

## Geschichte
Die Aufnahmen von One From the Vault sind vom 13. August 1975 aus der Great American Music Hall in San Francisco, das Album selbst wurde jedoch erst am 15. April 1991 veröffentlicht. Kurz vor dem Auftritt wurde das Album Blues for Allah veröffentlicht, welches das erste Album mit Mickey Hart nach seiner fünfjährigen Pause war. Es war somit sowohl der erste Liveauftritt wieder mit Hart als auch das erste Mal, dass die Songs von Blues for Allah live gespielt wurden. Dadurch sind auch diese Songs auf diesem Album erhalten.
Mit diesem Album wollte man sich um die Fans (Deadheads) kümmern, die seit jeher in den sogenannten taping areas bei Konzerten Bootlegs erstellten und diese untereinander tauschen und weiter verteilten. Da Grateful Dead selbst hochwertige Aufnahmen ihrer Konzerte (darunter dieses) hatten, beschlossen sie, diese auch unter ihrem eigenen Label Grateful Dead Records zu veröffentlichen, da sie sicher waren, dass dies Anklang unter ihren Fans finden würden. Dazu wandte sich die Band nach dem missglückten Album Built to Last, das ihr letztes bleiben sollte, erst einmal von Studioalben ab.
Das Album selbst war das erste aus der Vault-Reihe (Alben mit alten Konzertmitschnitten) und regte vor allem das Interesse der Fans an weiteren Alben der Reihe an, ohne selbst große Erfolge zu feiern, auch wenn es vom Rolling Stone gut bewertet wurde. Fanbootlegs des Albums sind noch unter dem Namen Urubouros Deedni Mublasaron zu finden.
Produzent des Albums war der Dead-Tontechniker Dan Healy. Zu der Veröffentlichungen schrieb er eine kurze Notiz zum Album, um auch in die Idee der Vault-Reihe einzuführen: 

„When we completed the recording and mixing of the Blues For Allah studio album at Weir's studio, which this album was the maiden voyage for, we gathered up our instruments and equipment and moved to the Great American Music Hall. The idea was to perform live to the world, for the first time, Blues For Allah in celebration of not only the completion of the album but also the beginning of Grateful Dead Records. While this recording is one of the most widely collected, not until now has there been a high quality good sounding mix released. This represents the beginning of the release of the vault tapes. More To Come.“

2007 erschien eine überarbeitete Version des Albums von Rhino Records und Grateful Dead Records für das limitierte Boxset The Vault Box, aus drei Alben der Vault-Reihe.

## Titelliste

### 1991 CD

#### Seite 1
1. Introduction (Bill Graham) – 0:46
2. Help on the Way/Slipknot! (Hunter, Jerry Garcia/Grateful Dead) – 7:52
3. Franklin’s Tower (Hunter, Garcia, Kreutzmann) – 6:58
4. The Music Never Stopped (Barlow, Weir) – 5:28
5. It Must Have Been the Roses (Hunter) – 5:05
6. Eyes of the World/Drums (Hunter, Garcia/Hart, Kreutzman) – 14:31
7. King Solomon’s Marbles: Stronger Than Dirt / Milkin’ the Turkey (Hart, Kreutzman, Lesh) – 6:36
8. Around and Around (Berry) – 5:59

#### Seite 2
1. Sugaree (Hunter, Garcia) – 7:55
2. Big River (Cash) – 4:50
3. Crazy Fingers/Drums (Hunter, Garcia/Hart, Kreutzman) – 13:08
4. The Other One Jam (Kreutzman, Weir) – 5:32
5. Sage and Spirit (Weir) – 3:22
6. Goin’ Down the Road Feelin’ Bad (traditionelles Lied) – 7:14
7. U.S. Blues (Hunter, Garcia) – 5:30
8. Blues for Allah/Sand Castles & Glass Camels/Unusual Occurrences in the Desert (Hunter, Garcia/Grateful Dead) – 21:01

### 2007 Bonus
1. Sand Castles and Glass Camels (Garcia, K.Godchaux, D.Godchaux, Kreutzmann, Lesh, Weir)
2. Unusual Occurrences In The Desert (Hunter, Garcia)

## Chartplatzierungen
| ChartsChartplatzierungen       | Höchstplatzierung | Wochen |
| ------------------------------ | ----------------- | ------ |
| Vereinigte Staaten (Billboard) | 106 (2 Wo.)       | 2      |